# شق علوي للحجاج
الشق العلوي للحجاج (بالإنجليزي: Superior orbital fissure) أو الشق الحجاجي العلوي هو شق في ذروة تجويف الحجاج وهو موجود بين الجناح الكبير والصغير للعظم الوتدي.

## هيكله
هناك عدد كبير من الهياكل التشريحية الهامة تمر عبر هذا الشق، ال1ي يعمل على حمايتها من الصدمات وغيرها من الأخطار منها :
- عصب محرك للعين (III)
- عصب بكري(iv)
- فروع العصب العيني:

1. العصب الدمعي
2. العصب الجبهي
3. العصب الأنفي الهدبي

- العصب المبعد (عصب محرك للعين) (VI)
- الأوردة العينية العلوية والسفلية
- ألياف عصبية ودية من الضفيرة الكهفية
- وكذلك حساسات الإرسال الغيرمرئي مثل ألم، الأعصاب الحركية.[3]

## علم الأمراض

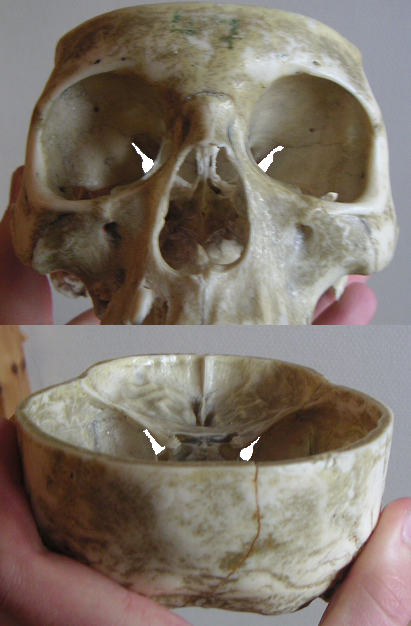

ينتج عن كسرفي الشق المداري العلوي متلازمة الشق الحجابي العلوي المعروفة بمتلازمة Rochon-Duvigneaud's  وهي اضطراب عصبي يؤدي إلى شلل حركة العين الخارجية وجحوظها وتهدل في الأجفان وفقدان الرؤية الذي يعد الأخطروتحتاج إلى تدخل جراحي عاجل

## صور إضافية

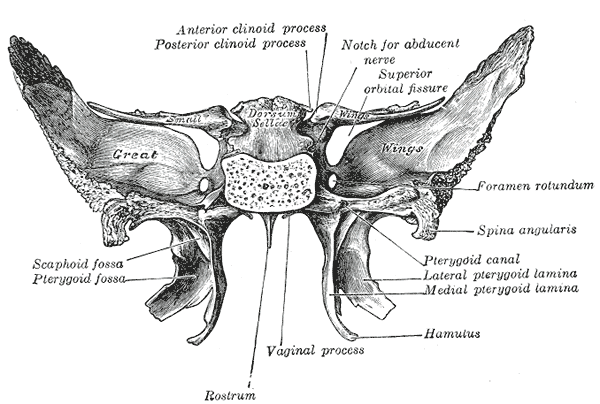
عظم وتدي خلفي فوق السطح
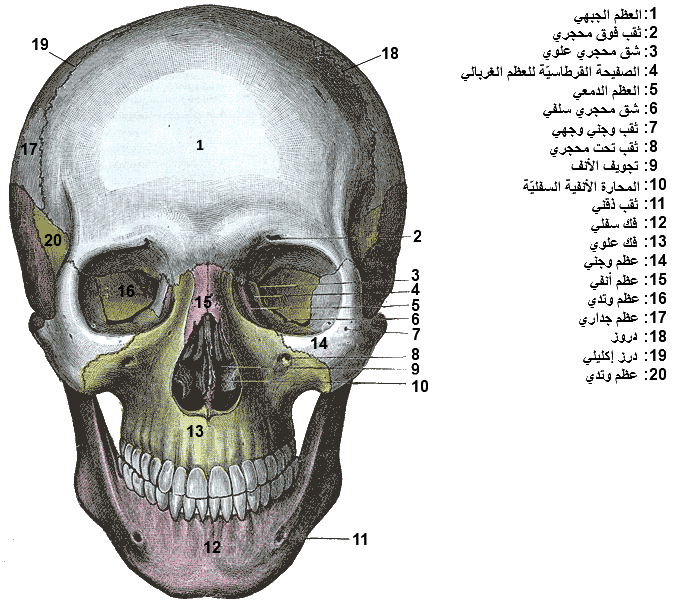
الجمجمة
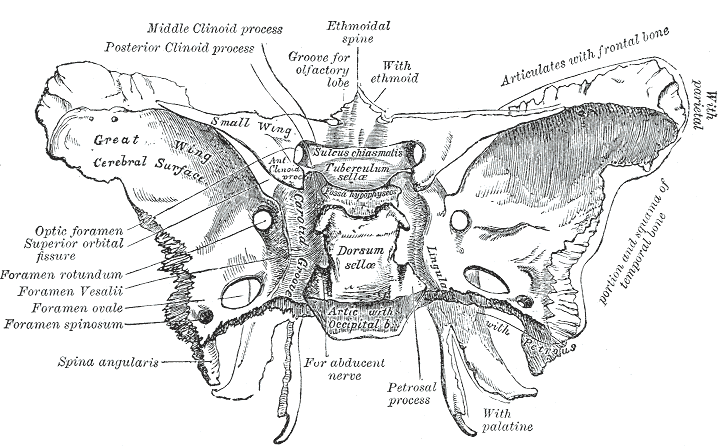